# Mount Crawford
Mount Crawford – miasto w Stanach Zjednoczonych, w stanie Wirginia, w hrabstwie Rockingham.